# Herminia postmaculata
Herminia postmaculata là một loài bướm đêm trong họ Noctuidae.